# Mundo Sportivo
Mundo Sportivo fue un periódico de Río de Janeiro, Brasil.
El periódico es célebre por haber sido el responsable de la organización del primer concurso de escuelas de samba carioca realizado el domingo 7 de febrero de 1932, en la Praça Onze.
El periodista pernambucano Mário Rodrigues Filho, hermano del dramaturgo Nelson Rodrigues, fue el fundador del periódico el año anterior y que tuvo la colaboración de compositores de éxito tales como Antônio Nássara, Armando Reis y Orestes Barbosa.